# Раут (Тренто)
Раут је насеље у Италији у округу Тренто, региону Трентино-Јужни Тирол.
Према процени из 2011. у насељу је живело 47 становника. Насеље се налази на надморској висини од 390 м.